# Murina cyclotis
Murina cyclotis — вид ссавців родини лиликових.

## Проживання, поведінка
Країна поширення: Бруней-Даруссалам, Камбоджа, Китай (Хайнань), Індія, Лаос, Малайзія, М'янма, Непал, Філіппіни, Шрі-Ланка, Таїланд, В'єтнам. Мешкає на висотах від 250 до 1500 м над рівнем моря. Цей вид є мешканцем лісу і лаштує сідала серед листя плантацій кардамону в лісових масивах і в печерах. Лаштує сідала невеликими колоніями від двох до п'яти осіб. Полює на дрібних комах.

## Загрози та охорона
Загрози для цього виду не відомі. Вид був записаний в охоронних територіях.